# Ribeira de Piquín
Ribera de Piquín là một đô thị ở tỉnh Lugo ở Galicia. Đô thị này thuộc comarca Meira.
Dân số năm 2003: 827 người theo kết quả điều tra của INE.

## Parroquia
- Navallos (San Pedro)
- San Xurxo de Piquín (San Xurxo)
- Santalla (Santalla)
- Santiago de Acevo (Santiago)
- Os Vaos (San Xoán)